# گل‌برنجی کوهی
گل‌برنجی کوهی (نام علمی: Pimelea alpina) نام یک گونه از سرده گل‌برنجی‌ها است.